# Масимо Демарин
Масимо Демарин (на хърватски: Massimo Demarin) е хърватски колоездач.

## Биография
Роден е на 25 август 1979 година в град Пула, Федерална Югославия. През 2004 година спечелва международното състезание „По стъпките на Крал Никола“. През 2008 година спечелва състезанието „Трофей Учка“.
Демарин има различни успехи в републиканските шампионати на Хърватия. На шосе той е носител на златен (2002), сребърен (2000 и 2006) и бронзов медал (2003 и 2004). През 2003 година е бронзов медалист в дисциплината „индивидуално бягане по часовник“.
По време на кариерата си, Демарин се състезава за отборите на „Перутнина Птуй“, „Сава“ и „Лоборика“.